# Shtil (chanson)
Ne doit pas être confondu avec Shtil'.
Shtil (en russe : Штиль) est une chanson du groupe russe Aria extrait de leur album Khimera paru en 2001. La chanson, dont le titre signifie "calme", est un duo avec Udo Dirkschneider. Elle s'inspire d'une nouvelle de Jack London, Il était un navire, et traite d'un bateau perdu en mer, dont les passagers affamés sont forcés au cannibalisme.

## Version de Till Lindemann et Richard Zven Kruspe
Shtil a été reprise par Till Lindemann et Richard Zven Kruspe, respectivement chanteur et guitariste du groupe de Neue Deutsche Härte Rammstein, sous le titre Schtiel, plus adapté à la prononciation allemande. La chanson, interprétée en 2003 au Harley Party à Moscou pour le 100e anniversaire des motos Harley-Davidson, est interprétée dans sa langue originale, le russe. Elle a par la suite été sortie en single. Elle est la chanson de Rammstein la plus rare, n'ayant été tirée qu'à 400 exemplaires à travers le monde.